# Vadims Vasilevskis
Vadims Vasilevskis (Letonia, 5 de enero de 1982) es un atleta letón, especializado en la prueba de lanzamiento de jabalina en la que llegó a ser subcampeón olímpico en 2004.

## Carrera deportiva
En los JJ. OO. de Atenas 2004 ganó la medalla de plata en el lanzamiento de jabalina, llegando hasta los 84.95 metros, tras el noruego Andreas Thorkildsen (oro con 86.50 m) y por delante del ruso Sergey Makarov (bronce).